# Castell de Tuixent
El castell de Tuixent era situat probablement a la part alta de Tuixent, vila del municipi de Josa i Tuixén però no en resta cap vestigi.

## Història
El topònim «Tuxen», que Coromines inclou en les llistes de noms d'origen preromà, és documentat en l'acta de consagració de Santa Maria de la Seu; escrit amb la grafia «Toxenne» també és esmentat en un document del 966 que parla d'una donació de cases feta a Santa Maria de la Seu. Tres anys abans, el lloc havia estat documentat en el testament del comte Borrell II de Barcelona-Urgell.
El castell de Tuixent va ser propietat de Santa Maria de la Seu; l'any 1024, Ermengol II va tornar a la catedral de la Seu la parròquia de Tuixent amb totes les pertinences tal com ho havia fet el seu avi, el comte Borrell. Aquesta donació va ser confirmada poc després. Durant el segle xi es feren diverses donacions d'alous, terres i heretats en benefici de Santa Maria de la Seu per part de Ramon Isarn, Arnau Dacó, Oromir, Sicarda i Pere Udalard el 1067 i el 1092 per part de Guillem fill d'Arnau que restituí a Santa Maria les franquícies i els dominis que tenia a la vila de Tuixent, de les quals el comte Ermengol d'Urgell s'havia apoderat injustament, culpa que reconegué a l'hora de la mort.

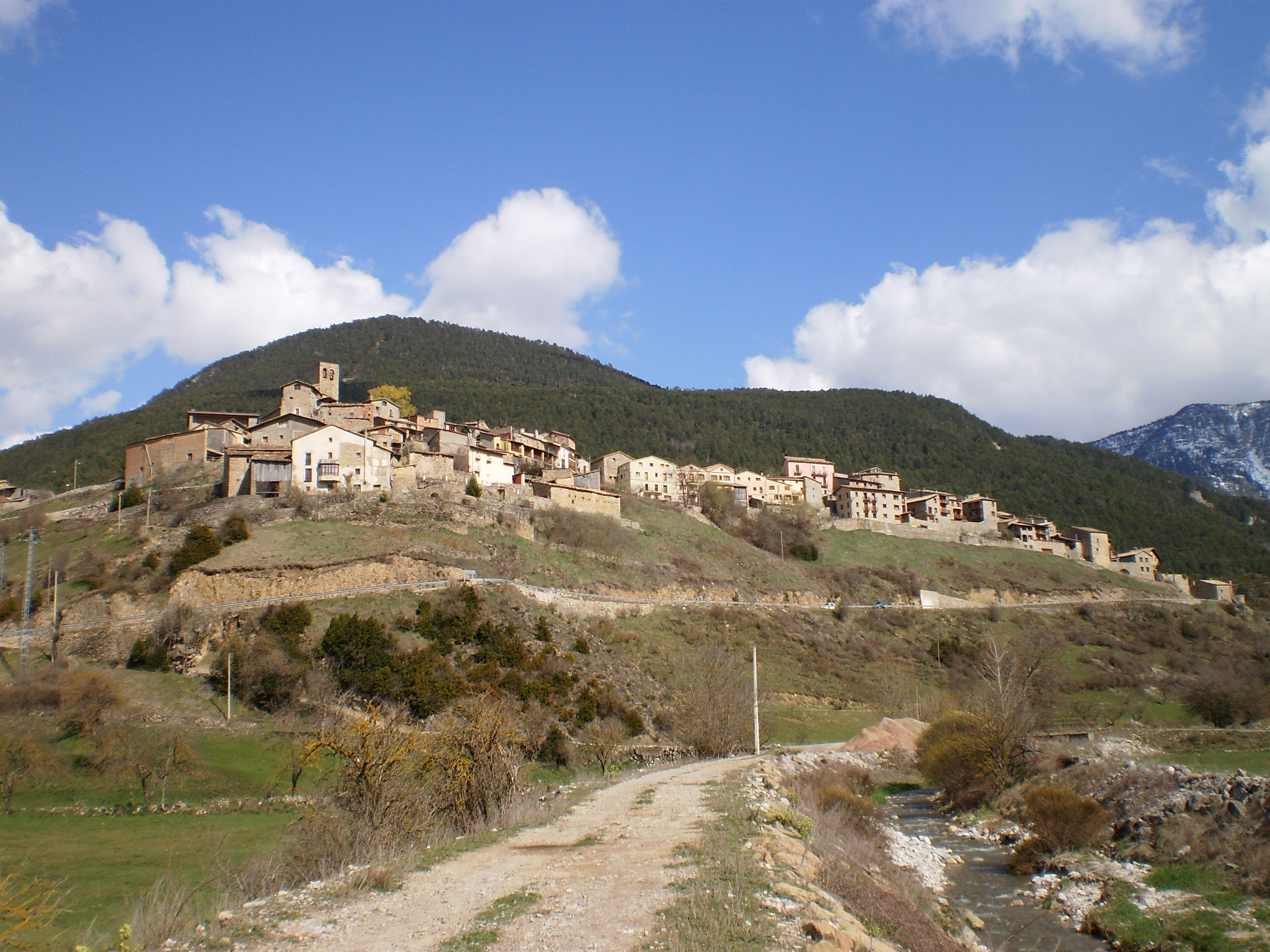
Tuixent. El castell hauria estat bastit a la part alta

Les disputes entre l'església d'Urgell i els comtes per la possessió dels llocs de la vall continuaren en temps posteriors. Així, es té notícia que el 1277 Roger Bernat III de Foix prometé retornar al capítol d'Urgell el castell de Tuixent, que, entre d'altres, l'hi havia estat lliurat per Arnau Roger de Pallars. En el fogatjament dels anys 1365-70 consta que el castell de Tuixent és del capítol d'Urgell i té un total de 23 focs. L'any 1659, arran del Tractat dels Pirineus consta que «de la parte de España el dicho señor christianísimo restituirá al dicho señor Rey católico las plazas y puertos de Rosas, fuerte de la Trinidad, Cadaqués, Seo d'Urgell, Texen...». Tot i així, el 1831, és a dir, fins a la l'abolició dels senyorius jurisdiccionals al segle xix, el lloc de Tuixent encara corresponia al capítols de la Seu d'Urgell.

## Arquitectura
De l'antiga fortificació només es conserven restes que es van aprofitar per a la construcció de les cases del poble.